# Carl Wentzel
Carl Wentzel-Teutschenthal (Brachwitz, 9 de diciembre de 1876-Berlín-Plötzensee, 20 de diciembre de 1944) fue un latifundista alemán y un miembro de la resistencia alemana al nazismo que tenía contacto con grupos de resistencia, que participó en conversaciones sobre un cambio de gobierno en la Alemania nazi y que fue un confidente de Carl Friedrich Goerdeler y como tal un cómplice en los planes contra el régimen nazi de éste.

## Biografía
Carl Wentzel nació en el seno de una familia que ganó dinero con negocios agrícolas. Estudió Agricultura. En 1907 se hizo cargo del terreno de su padre. Después de su boda con Ella von Zimmermann, combinó el terreno de su padre con él de ella. Los dos tenían un hijo varón. Después de la Primera Guerra Mundial Carl Wentzel formó una gran empresa agrícola especializada en la producción de azúcar.
Wentzel tenía contactos con otros grandes empresarios, entre otros con Paul Reusch. Fue miembro de un grupo de debate en torno a Reusch, donde también participó Carl Friedrich Goerdeler. Tenía una confiada relación con Goerdeler y tomó parte en sus planes para una resistencia contra Adolf Hitler. En noviembre de 1943, Goerdeler habló durante una cena en casa de Wentzel sobre la necesidad de un cambio de gobierno en Alemania. Wentzel participó activamente en la discusión siguiente sobre quién debería ser ministro de Agricultura en un nuevo gobierno.
Después del fracasado atentado del 20 de julio de 1944, Wentzel, otros participantes de aquella cena y miembros del grupo en torno a Reusch fueron detenidos. Un enfrentamiento de Wentzel con un miembro de las SS, que ya había denunciado a Wentzel en otra ocasión, y los debates en aquella cena con los comentarios críticos al régimen nazi de Wentzel condujeron a una acusación de Wentzel ante el Volksgerichtshof. El 3 de noviembre de 1944 Carl Wentzel fue condenado a muerte y el 20 de diciembre del mismo año ejecutado en la prisión de Plötzensee.